# Карлучки језици
Карлучки или југоисточнотуркијски језици, су огранак туркијских језика, који се развио из језика којим су говорили Карлуци. Ови језици су у употреби углавном у средњој Азији.

## Класификација
У следећој табели приказана је подела карлучких језика:
| пратуркијски | заједнички туркијски | карлучки | западни карлучки | - узбечки                                                                            |
| пратуркијски | заједнички туркијски | карлучки | источни карлучки | - ујгурски - ајнијски - илитуркијски - чагатајски † - караханидски † - хорезмијски † |

## Број говорника
Туркијски језици су језичка породица која садржи 35 документованих језика, којима говоре туркијски народи. Следећи подаци о броју говорника карлучких језика добијени су на основу пописа и процена (2019):
| Број  | Име             | Статус | Број говорника | Земља      |
| ----- | --------------- | ------ | -------------- | ---------- |
| 1     | Узбечки         |        | 27.000.000     | Узбекистан |
| 2     | Ујгурски        |        | 11.000.000     | Кина       |
| 3     | Ајнијски        |        | 6.000          | Кина       |
| 4     | Илитуркијски    |        | 100            | Кина       |
| Total | Карлучки језици |        | 38.000.000     |            |